# كأس أرمينيا 1994
كأس أرمينيا 1994 هو الموسم 3 من كأس أرمينيا. أقيم خلال الفترة 27 مارس 1994 وحتى 26 مايو 1994، وأشرف على تنظيمه اتحاد أرمينيا لكرة القدم، وكان عدد الأندية المشاركة فيه 16، وفاز فيه أرارات يريفان.